# A Hadseregcsoport
A Hadseregcsoport (németül Heeresgruppe A vagy röviden HGr A) volt a neve a második világháború során a német Wehrmacht egyik magasabbegységének.

## 1939
Az "A" hadseregcsoportot 1939 októberében hozták létre a lengyelországi hadjáratban részt vevő Dél Hadseregcsoport átnevezésével. A hadjárat befejezése után a hadseregcsoportot a nyugati frontra vezényelték és itt a 12. és 16. hadseregek alkották állományát.

## 1940
A franciaországi hadjárat első szakaszában (Fall Gelb) a hadseregcsoport feladata volt áttörni a francia és brit csapatok vonalát az Ardenneken keresztül. Gerd von Rundstedt tábornok parancsnoksága alatt 45½ hadosztály, közte 7 páncélos hadosztály állt.

## 1941
1941-ben az A Hadseregcsoportot Lengyelországba vezényelték a Szovjetunió elleni támadás (Barbarossa hadművelet) tervezési szakaszában. A június 22-én meginduló támadás kezdetére azonban átnevezték Dél Hadseregcsoportra.

## 1942
1942-ben a keleti front déli részén a Dél Hadseregcsoport harcolt. A Wehrmacht nagy nyári offenzívájához (Fall Blau) a hadseregcsoportot A és B Hadseregcsoportra osztották. Az offenzíva során az A Hadseregcsoport feladata volt a kaukázusi olajmezők elfoglalása. Alárendeltségébe a következő erők tartoztak:
- 1. páncélos hadsereg
- 11. hadsereg
- 17. hadsereg
- román 4. hadsereg

## 1945
1945. január 25-én Hitler az A hadseregcsoportot átnevezte Közép Hadseregcsoportra.